# McLaren Technology Group
McLaren Group, основанная в McLaren Technology Centre в Уокинге в Соединённом Королевстве, является группой компаний, созданная Роном Деннисом. Компания сосредоточена вокруг гоночной команды Формулы 1 McLaren F1 Team. Компания надеется расширить свой рынок от Формулы 1 до производства автомобилей, таких как McLaren F1 и его преемник McLaren MP4-12C.

## Начало McLaren
McLaren была основана в 1963 году новозеландским гонщиком Формулы-1 Брюсом Маклареном и американцем Тедди Майером, которые зарегистрировали Bruce McLaren Motor Racing Ltd для участия в автогоночной серии Тасман в Новой Зеландии. Брюс Макларен выиграл чемпионат 1963 года а последующие два года провел в Формуле-1 в качестве пилота команды Купер. Дебютом в Формуле-1 для команды Макларен стал Гран-При Монако 1966 года. За рулем McLaren M2B Брюс Макларен (на тот момент единственный пилот команды) заработал 3 очка, получив по итогам сезона 14-е место в зачёте пилотов. В сезоне 1967 года команда также смогла заработать лишь три очка (и вновь 14-е Брюса Макларена в зачёте пилотов). Первые высокие результаты команды пришлись на 1968 год. На Гран-При Испании Денни Халм финишировал вторым, и таким образом принёс команде её первый подиум. А через месяц, на Гран-При Бельгии, Брюс Макларен впервые привёл болид своей команды к победе. В общем в сезоне 1968 года команда показала гораздо лучший результат чем в двух предыдущих заняв второе место в Кубке конструкторов. Сезон 1969 года сложился для команды менее удачно — одна победа против трёх в 1968-м и четвёртое место в Кубке конструкторов.
Сезон 1970 года стал для команды трагическим — 2 июня, во время тестирования нового автомобиля для американской серии CanAm, погиб Брюс Макларен, после чего команда вошла в тяжёлый период своего существования. По итогам 1970 года команда заняла 4-е место в Кубке конструкторов, а Денни Халм стал четвёртым в зачёте пилотов. Реорганизация команды вследствие гибели Брюса Макларена продолжилась и в 1971 году, по итогам которого команда откатилась на шестое место. Сезон 1972 года сложился для команды более удачно — в ходе него Халму удалось одержать первую после смерти Брюса Макларена победу и занять третье место в зачёте пилотов. В конце года было объявлено, что команда больше не будет принимать участия в серии CanAm, сконцентрировавшись на Формуле-1 и гонках IndyCar. 1973 год сложился несколько лучше, что однако не позволило команде подняться выше в Кубке Конструкторов по сравнению с предыдущим годом.
1974 год принёс команде первые в её истории чемпионский титул и Кубок конструкторов. В начале сезона в команду пришёл новый гонщик, Эмерсон Фиттипальди (уже имевший на тот момент чемпионский титул 1972 года), который после ожесточенной борьбы смог стать чемпионом оставив позади Клея Регаццони из Феррари и Джоди Шектера из Тиррелла. В 1975 году команде не удается повторить свой успех — чемпионом мира становится Ники Лауда из Феррари (которая также становится обладателем Кубка конструкторов). Перед сезоном 1976 года Джеймс Хант, покинувший команду Хескет, заменяет в Макларене Эмерсона Фиттипальди, который в свою очередь переходит в команду своего брата Уилсона. В начале сезона Ники Лауда из Феррари захватил лидерство в то время как Хант смог финишировать лишь в двух гонках на 2-м и 1-м местах. Но в оставшейся части сезона Ханту удаётся выиграть пять гонок (он также выиграл гран-при Великобритании но был дисквалифицирован), что позволяет ему выиграть чемпионат с перевесом в одно очко над Лаудой (который пропускает две гонки в результате серьёзной аварии сопровождавшейся пожаром), но команде не удаётся выиграть Кубок конструкторов который достаётся Феррари. Сезон 1977 года складывается для команды менее удачно — медленная машина не позволила команде бороться за высокие места в чемпионате. Следующие два сезона 1978 и 1979 годов сложились ещё хуже — в обоих из них команде удалось набрать лишь по пятнадцать очков заняв восьмое и седьмое места соответственно. В конце сезона 1979 года было принято решение о прекращении участия Макларена в американских сериях, что превратило Макларен в исключительно формулическую команду.

## Начало производства автомобилей
В 1992 году McLaren начал выпускать свою первую машину, McLaren F1, у которого было много схожего с болидом F1. В общей сложности было произведено в период 1992—1998 годов 106 шт. и, хотя она была снята с производства, в течение 11 лет была быстрейшим серийным автомобилем в мире (удерживал этот статус с 1994 по 2005 годы), разрешённым к использованию на дорогах общего пользования. Позднее появилось несколько автомобилей быстрее F1. Среди них Koenigsegg CCR и Bugatti Veyron. C 2003 по 2009 год McLaren производил совместно с Mercedes суперкар Mercedes-Benz SLR McLaren. После того, как проект был свернут Рон Деннис сказал, что разлука с Mercedes была «беспроигрышная ситуация для обеих сторон». В сентябре 2009 McLaren объявили о выпуске новой модели — McLaren MP4-12C, а в октябре 2011 было объявлено о скором выпуске новой флагманской модели McLaren P1, дебют которой состоялся на Парижском автосалоне в 2012 году.
В конце мая 2020 года McLaren Group объявила об увольнении 25% сотрудников в рамках реструктуризации компании в связи с пандемией COVID-19.
В апреле 2021 года компания Global Net Lease объявила, что договорилась о приобретении технологического центра McLaren в Уокинге за 170 миллионов фунтов стерлингов.

## Подразделения McLaren Group
- McLaren Racing
- McLaren Automotive, компания, производящая малыми партиями дорожные автомобили
- McLaren Electronic Systems, электронные комплектующие;
- McLaren Marketing, маркетинг;
- Absolute Taste, поставщик питания для Team McLaren;
- Lydden Circuit, управление гоночной трассой недалеко от Дувра (графство Кент);
- McLaren Applied Technologies, коммерческое управление технологиями.
- McLaren Animation, запущенная в 2012 году

## Директора McLaren
Управляющими директорами McLaren Group являются:
- Пол Уолш, Исполнительный председатель Группы
- Кейт Ферри, Финансовый директор Группы
- Зак Браун, генеральный директор McLaren Racing
- Майк Флевитт, генеральный директор McLaren Automotive (покинул пост 2012-2021)[4]
- Энтони Мюррей, генеральный директор McLaren
- Тим Мурнайн, Юридический директор Группы
- Джонатан Нил, Главный Операционный директор Группы[5](покинул пост 2001-2021)
- Крис Хикс, Главный информационный директор Группы

## Собственники
На 1 января 2011 года акции McLaren Group разделены между принадлежащим королевской семье Бахрейна холдингом Mumtalakat (50 %), Роном Деннисом (25 %) и арабским бизнесменом Мансуром Ойехом, при этом доля Ойеха находится в доверительном управлении у Денниса. В данный момент Деннис нашел покупателей на 50-процентный пакет акций: Рону удалось убедить китайских партнеров составить предложение о покупке акций таким образом, чтобы возвращение британца на пост исполнительного директора было обязательным условием заключения сделки. В итоге Деннис вернулся во главу компании. В какой срок китайцы смогут завершить сделку выкупа акций McLaren у Mumtalakat, пока остается неясным. 
18 июня 2020 года Крупнейший акционер компании – инвестиционный фонд из Бахрейна Mumtalakat Holding Company – 56% акций. Ещё 14% акций принадлежит Мансуру Оджею ( TAG ), 10% - Майклу Латифи, отцу гонщика Williams Николаса Латифи, и 20% находится во владении миноритарных акционеров (Favorita Limited 5.78%, Perlman Investments Limited 5.77%, McKal Holdings Ltd 5.24%, Acanitt Limited 2.65%.)